# Montalegre
Montalegre (mõtɐ'lɛgɾ(ɨ)) è un comune portoghese di 12 762 abitanti situato nel distretto di Vila Real.

## Società

### Evoluzione demografica
| Popolazione di Montalegre (1801 – 2004) | Popolazione di Montalegre (1801 – 2004) | Popolazione di Montalegre (1801 – 2004) | Popolazione di Montalegre (1801 – 2004) | Popolazione di Montalegre (1801 – 2004) | Popolazione di Montalegre (1801 – 2004) | Popolazione di Montalegre (1801 – 2004) | Popolazione di Montalegre (1801 – 2004) | Popolazione di Montalegre (1801 – 2004) |
| --------------------------------------- | --------------------------------------- | --------------------------------------- | --------------------------------------- | --------------------------------------- | --------------------------------------- | --------------------------------------- | --------------------------------------- | --------------------------------------- |
| 1801                                    | 1849                                    | 1900                                    | 1930                                    | 1960                                    | 1981                                    | 1991                                    | 2001                                    | 2004                                    |
| 18072                                   | 9794                                    | 20732                                   | 21158                                   | 32728                                   | 19403                                   | 15464                                   | 12762                                   | 12150                                   |

## Freguesias
- Cabril
- Cambeses do Rio
- Cervos
- Chã
- Contim
- Covelães
- Covelo do Gerês
- Donões
- Ferral
- Fervidelas
- Fiães do Rio
- Frades do Rio
- Gralhas
- Meixedo
- Meixide
- Montalegre
- Morgade
- Mourilhe
- Negrões
- Outeiro
- Padornelos
- Padroso
- Paradela
- Pitões das Júnias
- Pondras
- Reigoso
- Salto
- Santo André
- Sarraquinhos
- Sezelhe
- Solveira
- Tourém
- Venda Nova
- Viade de Baixo
- Vila da Ponte
- Vilar de Perdizes